# Le Papier peint jaune
Le Papier peint jaune (titre original anglais : The Yellow Wallpaper), aussi connue en français sous le titre La Séquestrée, est une nouvelle de Charlotte Perkins Gilman parue pour la première fois en janvier 1892 à Boston dans le New England Magazine (en). Elle est considérée comme une œuvre importante des débuts du féminisme aux États-Unis, illustrant les attitudes du XIXe siècle à l'égard des femmes et  de leur santé, tant physique que mentale.

## Résumé
Le Papier peint jaune est une nouvelle rédigée à la première personne sous la forme du journal intime d'une femme (Mary) dont le mari médecin (John) a loué une vieille maison pour l'été afin qu'elle puisse se reposer à la suite d'une dépression périnatale liée à son accouchement. Pour tout traitement il lui est conseillé de ne surtout pas travailler, bien manger et prendre l'air afin de guérir cette dépression nerveuse temporaire, à légère tendance hystérique. La narration illustre l'effet du manque de stimulation sur la santé mentale de l'auteure, sa descente dans la psychose par son obsession progressive du papier peint jaune de sa chambre où elle commence à voir les motifs du mur prendre vie, et y voit des prisonnières comme elle, détenues dans cette chambre. Elle décide d'arracher le papier peint pour libérer les femmes prises au piège et se libérer elle-même.

## Interprétation
Dans La Séquestrée, Charlotte Perkins Gilman explore le rôle de la femme en Amérique à l'époque victorienne, et son cantonnement à la vie domestique.
Elle a ouvert la voie à des autrices comme Alice Walker ou Sylvia Plath.

## Éditions en français
- Le Papier peint jaune, Paris, Éditions des Femmes, 1976 ; réédition, Paris, Éditions des Femmes/A. Fouque, 2007  (ISBN 978-2-7210-0550-2)
- La Séquestrée, traduit par Diane de Margerie, Paris, Phébus, 2002 ; réédition, Paris, Phébus, coll. « Libretto » no 264, 2008  (ISBN 978-2-7529-0337-2)
- Le Papier peint jaune, traduit par Marine Boutroue et Florian Targa, Paris, Tendance Négative, 2020  (ISBN 978-2-955-21654-5)